# Čtvrtá vláda Roberta Fica
Čtvrtá vláda Roberta Fica je úřadující vláda Slovenské republiky, která byla jmenována 25. října 2023 prezidentkou republiky Zuzanou Čaputovou. Předsedou vlády je Robert Fico, předseda strany SMER – sociálna demokracia, která v září 2023 zvítězila v parlamentních volbách. Dalšími dvěma koaličními subjekty jsou HLAS – sociálna demokracia a Slovenská národná strana. V jednokomorovém parlamentu, 150členné Národní radě, vláda důvěru získala 21. listopadu, když ji po čtyři dny trvající rozpravě o jejím programovém prohlášení podpořilo 78 ze 143 přítomných poslanců. Vláda přislíbila kromě jiného zvýšení daní pro banky, bohaté firmy a lidi s vyššími příjmy, zavedení plnohodnotného 13. důchodu či zastavení státní vojenské pomoci Ukrajině bránící se ruské vojenské invazi.
Počátkem prosince Ficova vláda schválila návrh zrušit elitní složku prokuratury (Úřad speciální prokuratury) dohlížející na vyšetřování nejzávažnějších kriminálních případů, včetně korupčních kauz z doby předchozího Ficova vládnutí.

## Složení vlády
| Úřad                                                   | Člen vlády          | Strana | Strana            | Nástup do úřadu | Odchod z úřadu  |
| ------------------------------------------------------ | ------------------- | ------ | ----------------- | --------------- | --------------- |
| Předseda vlády                                         | Robert Fico         |        | SMER-SD           | 25. října 2023  | úřadující       |
| Místopředseda vlády pro plán obnovy a eurofondy        | Peter Kmec          |        | HLAS-SD           | 25. října 2023  | úřadující       |
| Místopředseda vlády Ministr obrany                     | Robert Kaliňák      |        | SMER-SD           | 25. října 2023  | úřadující       |
| Místopředsedkyně vlády Ministryně hospodářství         | Denisa Saková       |        | HLAS-SD           | 25. října 2023  | úřadující       |
| Místopředseda vlády Ministr životního prostředí        | Tomáš Taraba        |        | navržen SNS       | 25. října 2023  | úřadující       |
| Ministr financí                                        | Ladislav Kamenický  |        | SMER-SD           | 25. října 2023  | úřadující       |
| Ministr dopravy                                        | Jozef Ráž ml.       |        | nestr. za SMER-SD | 25. října 2023  | úřadující       |
| Ministr zemědělství a rozvoje venkova                  | Richard Takáč       |        | SMER-SD           | 25. října 2023  | úřadující       |
| Ministr investic, regionálního rozvoje a informatizace | Richard Raši        |        | HLAS-SD           | 25. října 2023  | 19. března 2025 |
| Ministr investic, regionálního rozvoje a informatizace | Samuel Migaľ        |        | nestr. za SMER-SD | 19. března 2025 | úřadující       |
| Ministr vnitra                                         | Matúš Šutaj Eštok   |        | HLAS-SD           | 25. října 2023  | úřadující       |
| Ministr spravedlnosti                                  | Boris Susko         |        | SMER-SD           | 25. října 2023  | úřadující       |
| Ministr zahraničních věcí a evropských záležitostí     | Juraj Blanár        |        | SMER-SD           | 25. října 2023  | úřadující       |
| Ministr práce, sociálních věcí a rodiny                | Erik Tomáš          |        | HLAS-SD           | 25. října 2023  | úřadující       |
| Ministr školství, výzkumu, vývoje a mládeže            | Tomáš Drucker       |        | HLAS-SD           | 25. října 2023  | úřadující       |
| Ministryně kultury                                     | Martina Šimkovičová |        | nestr. za SNS     | 25. října 2023  | úřadující       |
| Ministr(yně) zdravotnictví                             | Zuzana Dolinková    |        | HLAS-SD           | 25. října 2023  | 10. října 2024  |
| Ministr(yně) zdravotnictví                             | Kamil Šaško         |        | HLAS-SD           | 10. října 2024  | úřadující       |
| Ministr cestovního ruchu a sportu                      | Dušan Keketi        |        | nestr. za SNS     | 26. ledna 2024  | 5. března 2025  |
| Ministr cestovního ruchu a sportu                      | Rudolf Huliak       |        | navržen SMER-SD   | 5. března 2025  | úřadující       |

### Počet členů podle navrhujících subjektů
| - SMER-SD | 9 |
| - HLAS-SD | 6 |
| - SNS     | 2 |

## Vývoj ve vládě

### Čistka v policii
Už koncem listopadu byli odvoláni z funkce policejní ředitel Štefan Hamran a jeho dva viceprezidenti. Policejní prezident byl přitom odvolán z funkce 3 dny předtím, než mu na vlastní žádost končil služební poměr, a převelen z Bratislavy až na okresním ředitelství v Popradu. Postaven mimo službu byl také speciální policejní tým vyšetřovatelů Národní kriminální agentury (NAKA) vedený Jánem Čurillou, který se specializoval na politicky citlivé korupční kauzy. Úřad na ochranu oznamovatelů ale tento krok označil za neplatný.

### Zákazy dovozu zboží z Ukrajiny
Koncem listopadu 2023 vláda uložila příslušným ministrům zajistit zákaz dovozu vybraných zemědělských produktů či potravin z Ukrajiny a zavedení zvláštního režimu tranzitu zásilek s určeným zbožím přes Slovensko. Seznam komodit stanoví ministr zemědělství. ale dle dokumentu z jednání vlády se opatření budou týkat na pšenice, kukuřice, řepky a slunečnicových semen, medu, pšeniční mouku, sladu, třtinového a řepný cukr.

### Konsolidační balíček
Počátkem prosince 2023 vláda schválila návrh tzv. konsolidačního balíčku, který zahrnoval zvýšení některých daní, poplatků a zdravotních odvodů. Podle premiéra Fica vyplývala potřebu konsolidačního balíčku z vysokého deficitu veřejných financí a ze zadluženosti Slovenska, ale zároveň prosadil vyplacení mimořádného příspěvku k důchodům, kterým zvýšil výdaje o 438 milionů eur. Vládou navrhovaná opatření by měla v roce 2024 přinést do státní rozpočtu asi 1,5 miliardy eur. V polovině prosince balíček schválil slovenský parlament. Balíček obsahuje např. zvýšení některých daní a zdravotních odvodů, správních a soudních poplatků, zavedení zvláštní bankovní daně a oslabení druhého důchodového pilíře.

### RTVS
Vláda navrhla v rámci úsporných opatření na rok 2024 omezit rozpočet Rozhlasu a televize Slovenska (RTVS) o 30 procent. Šest mezinárodních novinářských organizací, včetně Reportérů bez hranic, Evropské vysílací unie a Mezinárodního tiskovéhu institutu (IPI), vyjádřilo obavy, že plán vlády může ohrozit nezávislost RTVS a svobodu tisku v zemi. V otevřeném dopise varovaly před záměrem rozdělit RTVS na samostatnou televizi a rozhlas. Připomněly také výrok Roberta Fica, který v předvolební kampani vyhrožoval, že řediteli RTVS půjde po krku.

### Novela trestního zákoníku
V únoru 2024 prošla hlasy vládních poslanců kontroverzní novela trestního zákoníku, která snižuje tresty za korupci a hospodářskou kriminalitu nebo zkracuje promlčecí lhůty u řady trestných činů včetně trestního činu znásilnění. Novela zároveň ruší Úřad speciální prokuratury, který v uplynulých letech vyšetřoval řadu korupčních případů předchozích Ficových vlád. Proti přijetí zákona hlasovaly všechny opoziční strany, které projednávání novely zároveň obstruovaly. Například poslanec SaS Ľubomír Galko k novele podal 365 pozměňovacích návrhů, o kterých hlasoval slovenský parlament čtyři hodiny. Podle opozice chce novelou vláda dosáhnout beztrestnosti lidí, kteří jsou v souvislosti s předmětnými trestnými činy obvinění, a zároveň jsou s vládními stranami spojeni. Podle vlády je cílem novely přiblížit ukládané tresty trestům v jiných evropských zemích. Přijetí novely vyvolalo řadu protestů, již 28. února pak slovenský Ústavní soud pozastavil její platnost. Evropský parlament ještě před schválením změn v Národní radě vyjádřil v souvislosti s novelou obavu o právní stát na Slovensku, již v prosinci 2023 se podobně vyjádřil Úřad evropského veřejného žalobce.

### Demise ministryně zdravotnictví Zuzany Dolinkové
Dne 4. října 2024 oznámila ministryně zdravotnictví Zuzana Dolinková, že podá demisi. Jako důvody uvedla schválení konsolidačního balíčku, jejíž součástí jsou škrty v platech zdravotníků, který označila za nepřijatelný a prohlásila, že zdravotnictví nepatří mezi priority vlády. Dne 10. října ji ve funkci vystřídal dosavadní státní tajemník ministerstva hospodářství Kamil Šaško.